# Lysimachia robusta
Lysimachia robusta är en viveväxtart som beskrevs av Hand.-mazz. Lysimachia robusta ingår i släktet lysingar, och familjen viveväxter. Inga underarter finns listade i Catalogue of Life.